# Arhopala simonea
Arhopala simonea är en fjärilsart som beskrevs av Corbet 1941. Arhopala simonea ingår i släktet Arhopala och familjen juvelvingar. Inga underarter finns listade i Catalogue of Life.